# Parti vert de l'Île-du-Prince-Édouard
Le Parti vert de l'Île-du-Prince-Édouard (en anglais : Green Party of Prince Edward Island) est un parti politique écologiste actif au niveau provincial à l'Île-du-Prince-Édouard, au Canada. Il a deux députés à l'Assemblée législative.

## Histoire
Le Parti vert de l'Île-du-Prince-Édouard a été fondé en 2005 par Sharon Labchuk et a présenté sans succès des candidats lors des élections de 2007 et de 2011. Lors de l'élection de 2015, le chef Peter Bevan-Baker est devenu le premier député du Parti à l'Assemblée législative, remportant 54 % des suffrages dans sa circonscription de Kellys Cross-Cumberland. Il a été rejoint par Hannah Bell à l'issue de l'élection complémentaire de Charlottetown-Parkdale du 27 novembre 2016.
Pendant la campagne des élections de 2019, les sondages laissent envisager une possible victoire des verts, ce qui serait une première au Canada. Finalement les troupes menées par Peter Bevan-Baker obtiennent 8 sièges et forment l'opposition officialle, ce qui est déjà une première au pays.
Quatre ans plus tard, alors que les verts espèrent transformer l'essai, les élections de 2023 voient le caucus retomber à deux élus et les verts à la deuxième opposition. Peter Bevan-Baker démissionne alors de la chefferie et est remplacé par la députée Karla Bernard, qui assure l'intérim jusqu'à la course à la chefferie, qui est prévue en 2025.

## Chefs du parti
- 2005-2012 : Sharon Labchuk
- 2012 (intérim) : Darcie Lanthier (en)
- 2012- uin 2023 : Peter Bevan-Baker
- juin 2023-2025 (intérim) : Karla Bernard

## Résultats électoraux
| Élection | Chef              | Candidats | Sièges | Voix   | %       | Rang |
| -------- | ----------------- | --------- | ------ | ------ | ------- | ---- |
| 2007     | Sharon Labchuk    | 18 / 27   | 0 / 27 | 2 482  | 3,04 %  | 3e   |
| 2011     | Sharon Labchuk    | 22 / 27   | 0 / 27 | 3 254  | 4,36 %  | 3e   |
| 2015     | Peter Bevan-Baker | 24 / 27   | 1 / 27 | 8 857  | 10,81 % | 3e   |
| 2019     | Peter Bevan-Baker | 27 / 27   | 8 / 27 | 25 302 | 30,56 % | 2e   |
| 2023     | Peter Bevan-Baker | 25 / 27   | 2 / 27 | 16 134 | 21,57 % | 3e   |